# Al Markuz
Al Markuz (en árabe: المركز‎, también Al Markaz) es una localidad de Arabia Saudita, en la región de Frontera del Norte.

## Demografía
Según estimación 2010 contaba con 7109 habitantes.